# Мусабек
Мусабек (каз. Мұсабек, до 2007 г. — Кызыларык) — село в Коксуском районе Жетысуской области Казахстана. Административный центр сельского округа Мусабек. Код КАТО — 194843100.

## Население
В 1999 году население села составляло 1126 человек (609 мужчин и 517 женщин). По данным переписи 2009 года, в селе проживали 1102 человека (576 мужчин и 526 женщин).